# Rakshi

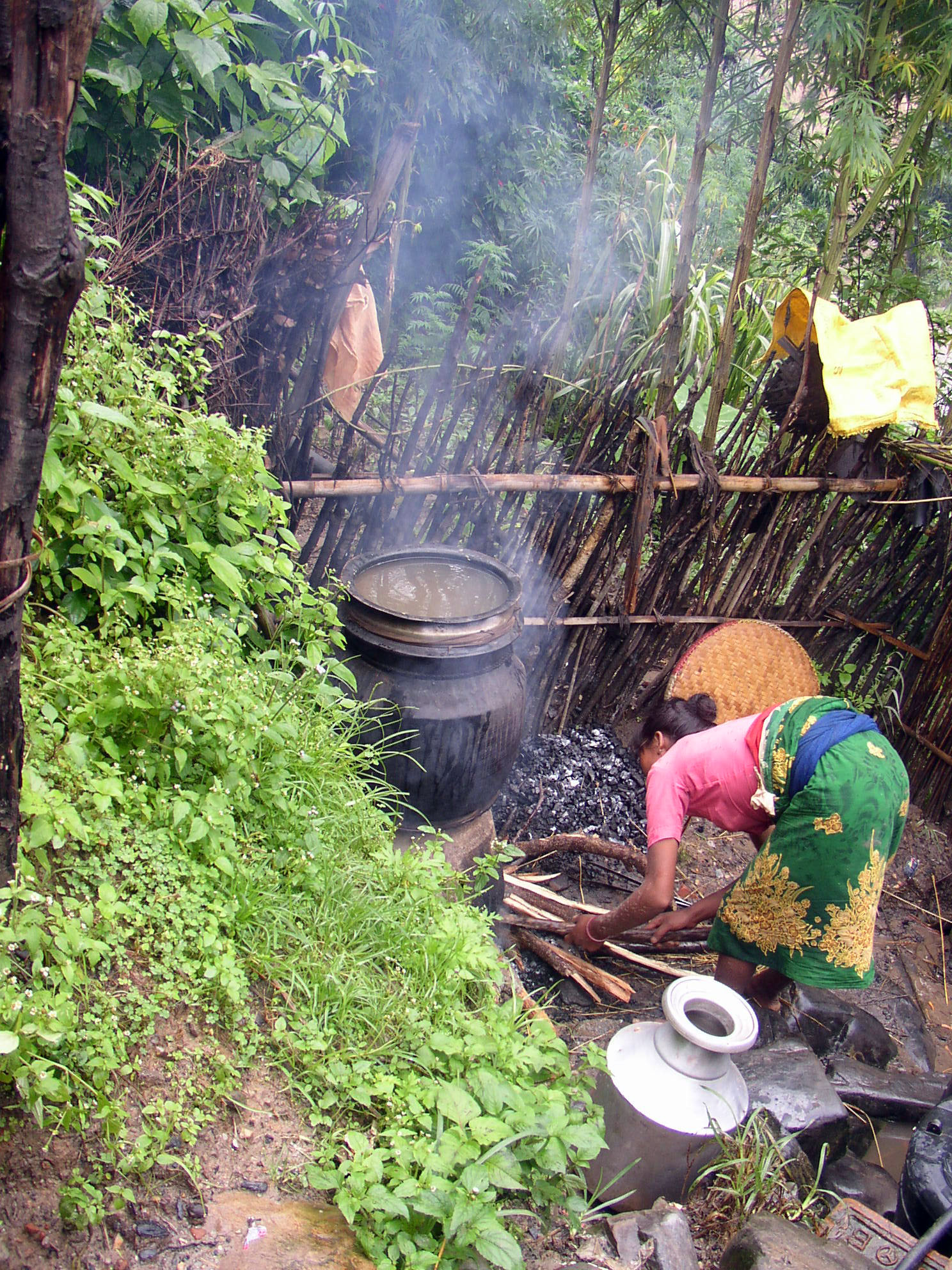
Destilería de Rakshi

El rakshi (रक्शी) es una bebida destilada del mijo que es muy popular en el Nepal. Debido a su alta demanda y consumo excesivo, existen campañas en contra de su consumo y propaganda negativa hecha por diversos grupos de alcohólicos anónimos que denuncian las maldades de su ingesta. Su consumo está relacionado con los ritos religiosos del país; que a la vez lo emplean como antiséptico.
- Datos: Q2530402